# Lac Tinsogo
Lac Tinsogo är en sjö i Kamerun.   Den ligger i regionen Kustregionen, i den sydvästra delen av landet, 180 km väster om huvudstaden Yaoundé. Lac Tinsogo ligger 6 meter över havet. Arean är 5,3 kvadratkilometer. I omgivningarna runt Lac Tinsogo växer i huvudsak städsegrön lövskog. Den sträcker sig 5,6 kilometer i nord-sydlig riktning, och 4,3 kilometer i öst-västlig riktning.